# Aloe lusitanica
Aloe lusitanica é uma espécie de liliopsida do gênero Aloe, pertencente à família Asphodelaceae.